# گوستاو آدولف شور
گوستاو آدولف «تیوا» شور (زادهٔ ۲۳ فوریهٔ ۱۹۳۱ در بیدرتز، زاکسن ،آلمان) دوچرخه‌سوار پیشین و محبوبترین چهره‌های ورزشی در آلمان شرقی است. وی اولین آلمانی بود که موفق شد در رقابتهای غیر حرفه‌ای مسابقات قهرمانی دوچرخه‌سواری جاده جهان و مسابقه صلح قهرمان شود. او بین سالهای ۱۹۵۹ تا ۱۹۹۰ از اعضای مجلس آلمان شرقی معروف به فولکسکمر بود.